# Women's League for Israel
Women's League for Israel (WLI), är en judisk kvinnoförening i Israel, grundad i New York 1928.
Den verkar för social välfärd, utbildning och Alija i Israel.